# NGC 1313
NGC 1313(Topsy Turvy Galaxy) は、1826年9月27日にスコットランドの天文学者ジェームズ・ダンロップが発見した棒渦巻銀河である。全く平らでない形をしており、回転の軸は正確に中心ではない。NGC 1313の近傍には、超新星SN 1987kが見つかったNGC 1309がある。

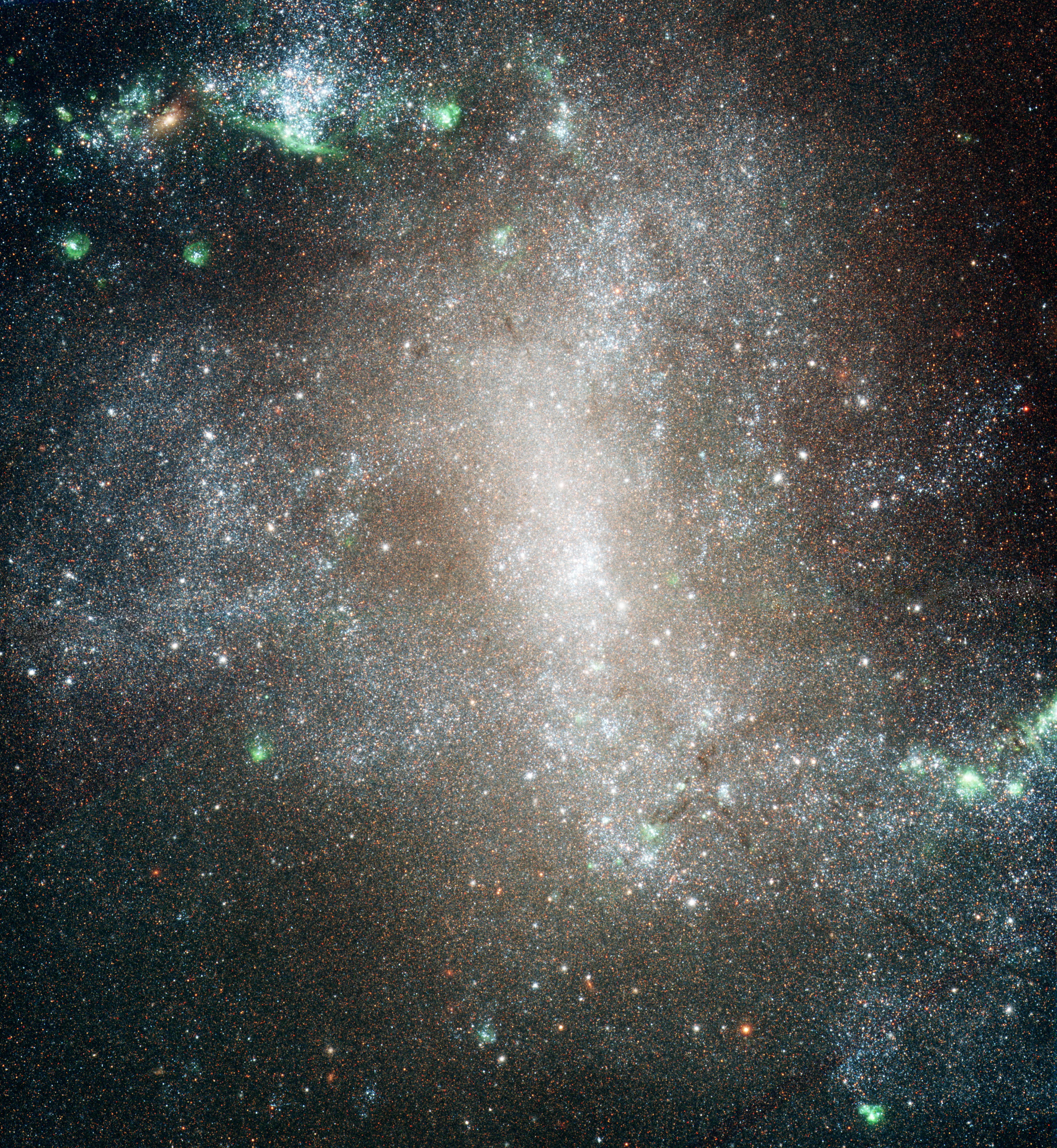
ハッブル宇宙望遠鏡で撮影されたNGC 1313の中心領域